# Magnetisering
Magnetisering är en fysikalisk storhet definierad som magnetiskt dipolmoment per volymenhet. Permanenta magneter har magnetisering av sig själv, men i andra material är storheten en funktion av externa magnetfält. I allmänhet är magnetiseringen en vektorstorhet, vars riktning och magnitud kan variera genom en kropp.

## Enheter
Dipolmoment har i Internationella måttenhetssystemet (SI) enheten A·m² och följaktligen har magnetisering enheten ampere per meter, samma enhet som det magnetiska H-fältet (fältstyrkan), som orsakas av fria strömmar. Magnetisering bidrar till B-fältet (flödestätheten) inuti materialet:
{\displaystyle {\mathbf {B} }=\mu _{0}({\mathbf {H} }+{\mathbf {M} }),}
där μ0 är den magnetiska konstanten.
Det är dock vanligt att se magnetisering uttryckt i enheten tesla, samma enhet som för B-fältet. Det är en annan konvention för storheten, som enligt internationell nomenklatur kallas intensitet av magnetisering med beteckning I och definition I=μ0M:
{\displaystyle {\mathbf {B} }=\mu _{0}{\mathbf {H} }+{\mathbf {I} }.}